# كارمن موريون
كارمن موريون (من مواليد 25 أكتوبر 1966) جراحة وسياسية إسبانية.
ترأست قائمة منتدى أستورياس إلى عمدة خيخون في الانتخابات البلدية لإسبانيا في عام 2011، وحصلت على 9 مستشارين وأصبحت أول عمدة غير اشتراكي لخيخون منذ انتخابات 1979 بفضل دعم الحزب الشعبي في التنصيب.
كارمن موريون هي ابنة ماكسيمينو موريون ألفاريز ومارغريتا إنتريالجو ألفاريز، وأرملة خوسيه رامون رودريغيز-غاليندو غونزاليس الجراح الذي توفي في عام 2009.
درست في كلية الملاك المقدس للوصي وكلية الطاهر (ترقية عام 1984)، وحصلت على شهادة في الطب والجراحة من جامعة أوفييدو (ترقية عام 1990) ومتخصصة في علم الأرواح من الجامعة المستقلة مدريد (2001). كانت مسؤولة عن وحدة سرطان الثدي في مستشفى كابوينيس حتى انتخابها رئيسة للبلدية.
في 29 سبتمبر 2018 أصبحت موريون رئيسًا للحزب السياسي منتدى أستورياس.